# Raststätte Illertal Ost

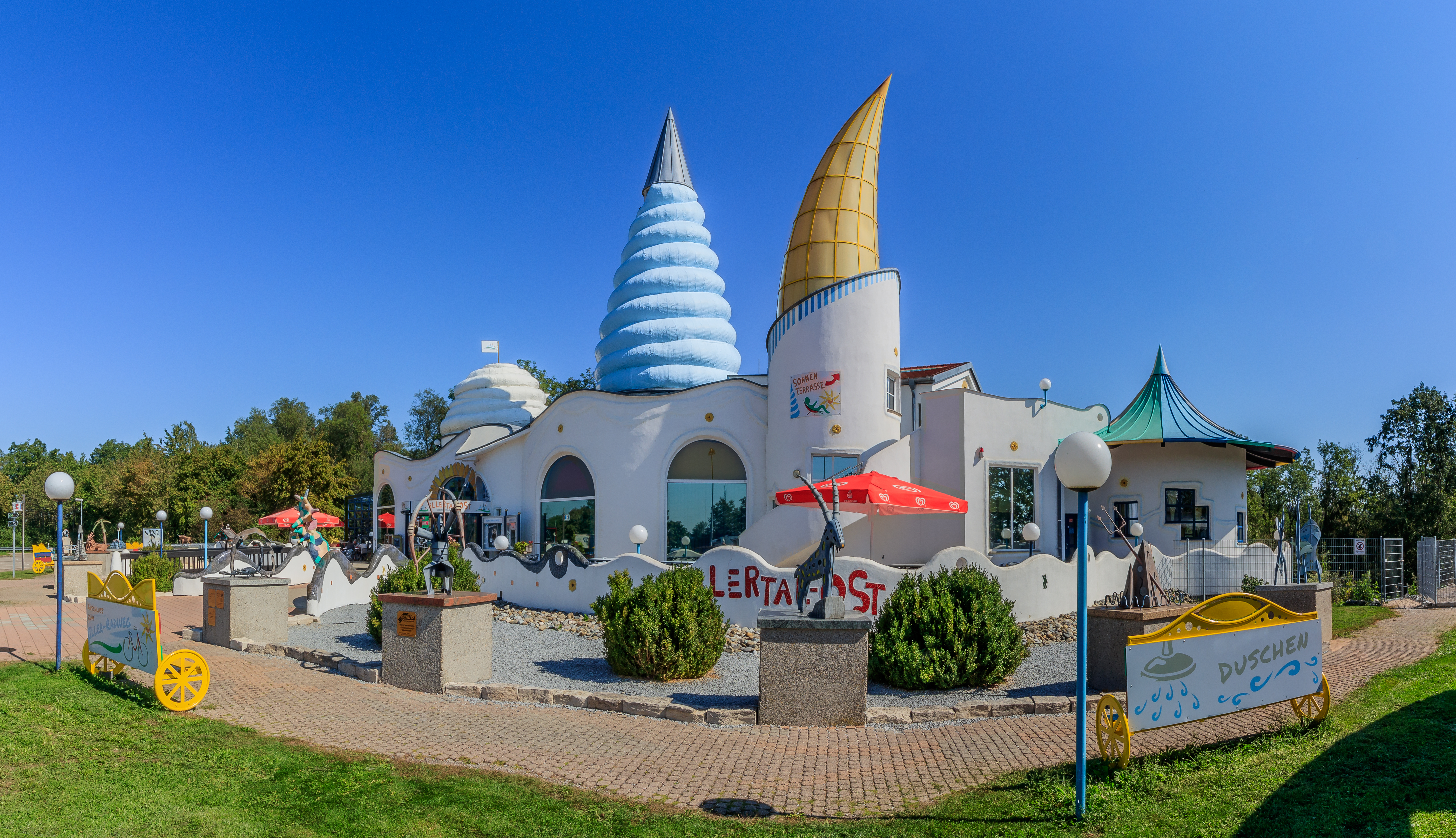
Raststätte Illertal Ost

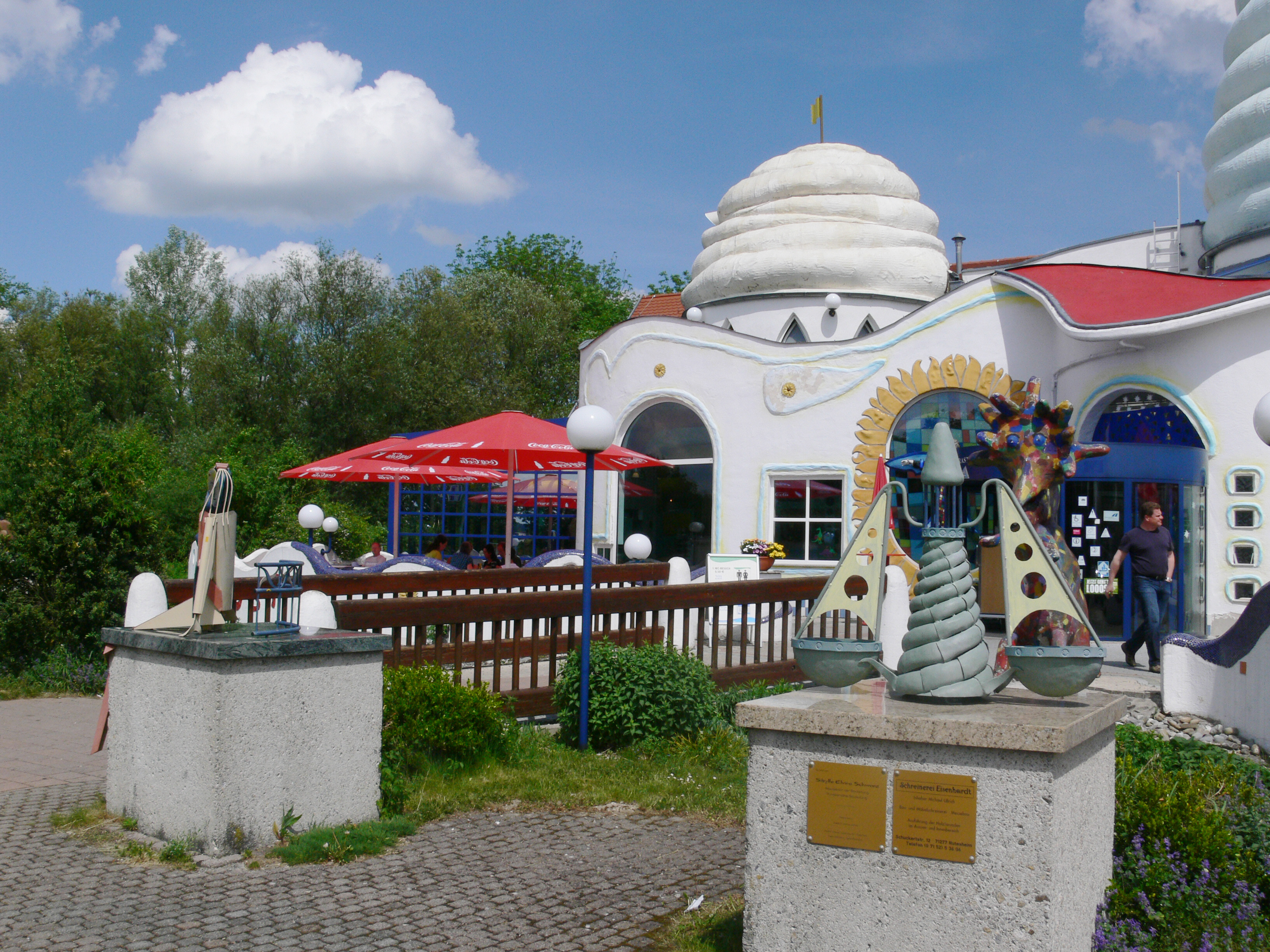
Raststätte Illertal Ost

Die Raststätte Illertal Ost liegt an der Richtungsfahrbahn Nord der Bundesautobahn 7 bei Streckenkilometer 874 zwischen den Abfahrten Dettingen an der Iller und Altenstadt an der Iller in Oberschwaben. Unter den deutschen Autobahnraststätten ist sie die einzige Kunst-Raststätte.
Die Raststätte war anfangs eine kleine kompakte Anlage mit 32 Sitzplätzen. Ab März 1996 folgte ein Neubau, der am 19. November 1997 eingeweiht wurde. Die neue Raststätte wurde nach dem Erbbaurechtsmodell errichtet. Dabei wurde dem Betreiber durch die Tank & Rast ein Erbbaurecht eingeräumt, wobei ein Investor das Gebäude errichtete.
In Anlehnung an die österreichischen Kunst-Raststätten wurde das Gebäude mit einer ungewöhnlichen Architektur durch den österreichischen Architekten Herbert Maierhofer gestaltet. Der Aufwand für das Design betrug fast ein Viertel der Gesamtbaukosten von 14 Millionen DM. Die Raststätte, ein Selbstbedienungsrestaurant, mit 212 Sitzplätzen im dreigeschossigen Gebäude und 120 auf der Terrasse ist ein farbenreicher Phantasiebau mit Stilelementen verschiedener Länder und Epochen. Aufgrund der Attraktivität der Raststätte für die Verkehrsteilnehmer machte diese im ersten Betriebsjahr 5,3 Millionen DM Nettoumsatz, statt geplanter 3,6 Millionen DM. Fünf Behinderten-Parkplätze, 112 PKW-Parkplätze, 7 Bus-Parkplätze sowie 41 LKW-Parkplätze sind vorhanden.
Die gekrümmten Außenwände wurden aus Blähtonsteinen mit einer integrierten Wärmedämmung aus Polystyrol-Hartschaum  hergestellt. Die drei Türme wurden jeweils als ein komplettes Bauteil in Kunststoff gefertigt und mit einem Hubschrauber transportiert und montiert.